# Eveline Hasler
Pour les articles homonymes, voir Hasler (homonymie).
Eveline Hasler, née le 22 mars 1933 à Glaris, est une écrivaine suisse allemande.

## Biographie

### Origines et famille
Eveline Hasler naît Eveline Schubiger le 22 mars 1933 à Glaris. Elle est originaire d'Altstätten, dans le canton de Saint-Gall.  
Pendant sa prime enfance, elle voit peu son père, Walter Schubiger, un commerçant venant de Zurich, parce qu'il travaille sept ans aux États-Unis. Sa mère vient d'Aarau, dans le canton d'Argovie. Après le divorce de ses parents, alors qu'elle est âgée de 9 ans, elle vit avec son père à Glaris. 
Elle épouse Paul Hasler en 1958. Ils ont trois enfants.  
Elle vit au Tessin, à Ronco sopra Ascona.  

### Études et parcours professionnel
Elle étudie l'histoire et la psychologie à Fribourg et Paris. 
Elle travaille ensuite comme enseignante pendant quelques années, à Altstätten et Zoug.

### Parcours littéraire
Elle commence à écrire des livres pour enfants dans les années 1960,,. 
En 1979, elle publie un roman biographique (Novemberinsel) puis des romans historiques sur la Suisse. Elle écrit aussi de la poésie. Elle reçoit de nombreuses récompenses pour ses livres et certains sont adaptés au cinéma, à la télévision ou encore à la radio,.
Elle se revendique féministe, déclarant « [s]i le féminisme signifie : voir les conditions de vie des femmes et prôner un changement avec toute son énergie - et je crois que c'est ce que je fais dans mes livres - alors ce féminisme est un titre d'honneur pour moi. ».

## Œuvres

### Romans
- Novemberinsel: Erzählung, 1979
- Anna Göldin, dernière sorcière : Roman, traduit par Gilbert Musy, 1984 (Anna Göldin. Letzte Hexe, 1982)
- Ibicaba. Le Paradis dans la tête, traduit par Monique Picard, 1988 (Ibicaba. Das Paradies in den Köpfen, 1985)
- Le Géant dans l'arbre, traduit par Colette Kowalski, 1992 (Der Riese im Baum, 1988)
- La Femme aux ailes de cire. Histoire d'Emily Kempin-Spyri, traduit par Colette Kowalski, 1993 (Die Wachsflügelfrau. Geschichte der Emily Kempin-Spyri. Roman, 1991)
- Aline und die Erfindung der Liebe, 2000
- Tells Tochter. Julie Bondeli und die Zeit der Freiheit, 2004
- Stein bedeutet Liebe. Regina Ullmann und Otto Gross, 2007
- Mit dem letzten Schiff: Der gefährliche Auftrag von Varian Fry, 2013
- Stürmische Jahre: Die Manns, die Riesers, die Schwarzenbachs, 2015

### Livres jeunesse
- Stop, Daniela! sowie Die Eidechse mit den Similisteinen und andere Erzählungen, 1962
- Ferdi und die Angelrute, illustré par Robert Wyss, 1963
- Adieu Paris, adieu Catherine, 1966
- Komm wieder, Pepino, 1967
- Die seltsamen Freunde, 1970
- Der Sonntagsvater, 1973
- Ein Baum für Filippo, illustré par Józef Wilkoń, 1973
- Unterm Neonmond, neuf histoires courtes, 1974
- Un éléphant dans la ville, traduit par Michèle Kahn, 1975 (Der Zauberelefant, illustré par Antonella Bolliger-Savelli, 1974)
- Ne m'oublie pas, Maoro!, traduit par Marie-Christine Midrouillet, 1982 (Denk an mich, Mauro, illustré par Nathaele Vogel, 1975)
- Der Buchstabenkönig und die Hexe Lakritze, 2 histoires, illustré par Peter Sis, 1977
- Dann kroch Martin durch den Zaun, illustré par Dorothea Desmarowitz, 1977
- Die Insel des blauen Arturo, 1978
- Die Hexe Lakritze und Rino Rhinozeros, 1979
- Denk an den Trick, Nelly, 1980
- Der Buchstabenkönig, illustré par Lilo Fromm, 1981
- Hexe Lakritze, illustré par Hans Poppel, 1981
- Jahre mit Flügeln, 1981
- Das kleine Auto Jukundus, illustré par 10 dessins d'enfants de Saint-Gall, 1981
- Die Katze Muhatze und andere Geschichten, 1983
- Elisabeth von Thüringen, illustré par Antonella Bolliger-Savelli, 1983
- Der wunderbare Ottokar, illustré par Edith Schindler, 1983
- Les Secrets de l'hiver, traduit par Olivier de Vleeschouwer, 1992 (Im Winterland, illustré par Michèle Lemieux, 1984)
- L'Oiseau savant, 1982 (Der Buchstabenvogel, illustré par Lilo Fromm, 1984)
- Der Löchersammler, 1984
- Les Pipistrelli acrobates, 1995 (Die Pipistrellis, illustré par Józef Wilkoń, 1985)
- Un clown à l'école, 1986 (Der Buchstabenclown, illustré par Rolf Rettich, 1985)
- Das Schweinchen Bobo, illustré par Maren Briswalter, 1986
- Der Buchstabenräuber, illustré par Rolf Rettich, 1987
- La Cité des fleurs, traduit par Laurence Pastiaux, 1994 (Die Blumenstadt, illustré par Štěpán Zavřel, 1987)
- Im Traum kann ich fliegen, illustré par Käthi Bhend, 1988
- Babas große Reise, illustré par Maren Briswalter, 1989
- Ottilie Zauberlilie, 1990
- Le Conte de la forêt : D'après une légende du Sud de la Suisse, traduit par Anne Georges, 2001 (So ein Sausen ist in der Luft, illustré par Käthi Bhend, 1992)
- Die Schule fliegt ins Pfefferland, illustré par Maren Briswalter, 1993
- Die Buchstabenmaus, illustré par Lilo Fromm, 1994
- Die Riesin, illustré par Renate Seelig, 1996
- Hexe Lakritze und die Zauberkugel, illustré par Ulrike Mühlhoff, 2006
- Die Nacht im Zauberwald : Nach einer Sage aus der Südschweiz, illustré par Käthi Bhend, 2006
- Schultüten-Geschichten, illustré par Karoline Kehr, 2007

### Prose
- Der Zeitreisende. Die Visionen des Henry Dunant., 1994
- Die Vogelmacherin. Die Geschichte von Hexenkindern., 1997
- Der Jubiläumsapfel, 1998
- Die namenlose Geliebte, 1999
- Spaziergänge durch mein Tessin, 2002
- Und werde immer Ihr Freund sein, 2010

### Poésie
- Freiräume, 1980
- Gedichte, 1986
- Auf Wörtern reisen, 1993
- Sätzlinge, 2000

## Récompenses et distinctions
- 1968 et 1977 [6] : Diplôme du mérite du Prix Hans-Christian-Andersen[1],[6]
- 1978 : Prix suisse du livre pour la jeunesse[1],[6]
- 1980 : Prix de la Fondation Schiller suisse[1],[5],[6]
- 1985 : Prix des Critiques en herbe de Bologne[5],[6]
- 1989 : Prix de littérature Schubart[5],[6]
- 1991 : Prix littéraire de la ville de Zurich[1],[6]
- 1994 : Prix culturel de la ville de Saint-Gall[1],[5],[6]
- 1994 : Prix Droste de la ville de Meersburg[5],[6]
- 1999 : Prix Justinus-Kerner de la ville de Weinberg[5],[6]